# Get the Party Started
Get the Party Started е албум от 2007 г. на уелската певица Шърли Беси.
Издаден е през юни 2007 г. и представлява песни с нов ремикс на съвременни продуценти. В ремиксовете са включени вокални произведения, които са издадени по-рано, през 80-те и 90-те. I Will Survive е записана през 1996 г. за албума The Show Must Go On, но не намира издаване по това време. Освен това в албума има нови записи, включително кавър версия на Get the Party Started на Пинк, която е начело на рекламната кампания на Маркс Енд Спенсър през 2006 г. (Тази песен е използвана отново през 2010 г. за входните надписи на комедийно-шпионския филм Cats & Dogs: The Revenge of Kitty Galore). Албумът се изгражда от Беси, и в него тя работи с колежките си в авторската музика Катрин Фини и Ники Ламборн, написваща с нея песента The Living Tree. Постъпва в британските и европейски музикални територии на 25 юни 2007 г., като от него не изтича Интернет-копие преди датата на издаване. Влиза под номер 6 в Класацията за албуми на Обединеното кралство, което е най-успешно пласираният студиен албум от 1970 г. и 1978 г. като цяло.